# Neamia
Neamia és un gènere de peixos pertanyent a la família dels apogònids.

## Taxonomia
- Neamia articycla (Fraser & Allen, 2006)[2]
- Neamia notula (Fraser & Allen, 2001)[3]
- Neamia octospina (Smith & Radcliffe, 1912)[4]
- Neamia xenica (Fraser, 2010)[5][6][7][8][9][10]